# Rose Tattoo
Rose Tattoo es una banda australiana de blues/hard rock, liderada por Angry Anderson.
Algunas de sus canciones más conocidas son «We Can´t Be Beaten», «Scarred for Life» y «Bad Boy for Love». Sus primeros cuatro álbumes fueron producidos por Harry Vanda y George Young, que también trabajaron con AC/DC.
Rose Tattoo, junto con AC/DC y The Angels, ayudaron en los setenta a establecer un sonido de rock australiano que fue imitado por muchos otros grupos alrededor del mundo.

## Músicos
- Angry Anderson – voz (1976–1987, 1992–1993, 1998–presente)
- Dai Pritchard – guitarra (2007–presente)
- Randall Waller – guitarra (2013–presente)
- Dario Bortolin – bajo (2013–presente)
- Paul DeMarco – batería (1992–1993, 1998–presente)

## Discografía
- Rose Tattoo – (1978, Albert Productions)
- Assault & Battery – (1981, Albert)
- Scarred for Life – (1982, Albert)
- Southern Stars – (1984, Albert)
- Beats from a Single Drum – (1986, Mushroom Records)
- Pain – (2002, SPV)
- Blood Brothers – (2007)